# Храм иконы Божией Матери «Всех скорбящих Радость» на Большой Ордынке
Храм иконы Божией Матери «Всех скорбящих Радость» (Спаса Преображения) на Большой Ордынке (Скорбященская церковь) — православный храм в районе Якиманка в Москве, на улице Большая Ордынка. Относится к Москворецкому благочинию Московской епархии Русской православной церкви. По главному престолу церковь носит название Преображенской, но из-за связанного с ней прославления иконы Божией Матери «Всех скорбящих Радость», в честь которой освящён один из приделов, известна под названием Скорбященской.
В настоящее время настоятелем храма является протоиерей Николай Лищенюк.

## История
Первое упоминание храма Спаса Преображения на Большой Ордынке встречается в книгах Патриаршего приказа за 1625 год: «Ц. Преображеніе Спасово, на Ординцахъ 133 г. по окладу дани 5 алт. платилъ попъ Гаврило». Более ранних документальных свидетельств существования этого храма в Замоскворечье не обнаружено.
Начиная со 2 пол. XVI века этот район населяли преимущественно стрельцы, о чем свидетельствует древнейший план Москвы — Годунов чертеж, на котором все Заречье обозначается как Стрелецкая слобода. По всей видимости деревянная Преображенская церковь была построена в к. XVI - н. XVII в. и была именно стрелецкой, о чем свидетельствует освящение второго престола храма в честь преподобного Варлаама Хутынского, почитаемого новгородского святого. Преподобный Варлаам, начиная с эпохи Василия III, особо чтившего этого святого, о чем свидетельствует, например, его изображение на иконе Спас Смоленский, давшей имя Спасской башне Кремля, почитался покровителем и заступником русских воинов.
Первый каменный храм на месте современной церкви был построен в 1683—1685 годах на средства вдовы Евдокии Васильевны Акинфовой. Именно в нем в 1688 году произошло прославление иконы Божией Матери «Всех скорбящих Радость», которая, по преданию, исцелила тяжелобольную сестру патриарха Иоакима, Евфимию Петровну Папину. Слава чудотворного образа распространилась чрезвычайно быстро и вскоре за храмом закрепилось название Скорбященского. Уже в 1713 году церкви был выдан антиминс на новый престол в честь иконы «Всех скорбящих Радость». В 1770 году этот придел был перестроен на средства госпожи Любовниковой.
В 1783—1791 годах «рачением» московского 1-й гильдии купца Афанасия Ивановича Долгова, усадьба которого располагалась напротив, обветшавшие колокольня и трапезная с престолами во имя Варлаама Хутынского и иконы Божией Матери «Всех скорбящих Радость» XVII века были разобраны, а на их месте отстроены современные. Их проект в стиле классицизма был выполнен архитектором Василием Баженовым, зятем Луки Долгова, родного брата Афанасия Долгова; впервые применённый здесь Баженовым тип трапезной впоследствии широко распространился в Москве. Иконы для нового иконостаса написал в 1788 году саровский иеромонах Вонифатий. Освящение придела в честь иконы Богородицы «Всех скорбящих Радость» совершил 24 октября 1790 года митрополит Платон.
В 1812 году храм пострадал от пожара. В 1823—1836 годах старая церковь XVII века была заменена ротондой с повышенным куполом — по проекту архитектора Осипа Бове (в 1834—1836 годах осуществлял его брат Михаил Бове). Новую постройку в стиле русский ампир возвели на средства купцов Куманиных и А. А. Долгова. Вопреки распространенной версии, образы иконостаса храма были созданы не знаменитым Владимиром Боровиковским, скончавшемся в 1825 году, а неизвестным художником по имени Калмык П.Е., о чем свидетельствуют подписи на иконах. Перестроенный храм был освящён митрополитом Московским Филаретом 20 сентября 1836 года.
|                                                                 |  |  |
| Чертежи Осипа Бове 1832 года: южный фасад, план, разрез ротонды |  |  |

В 1904 году церковь была вновь освящена после поновления.
В 1922 году в ходе государственной кампании по изъятию церковных ценностей из Скорбященской церкви были изъяты церковные украшения и утварь (более 65 кг золота и серебра). Храм был закрыт в 1933 году, с него были сняты колокола, но внутренне убранство сохранилось. В 1933—1948 годах в нём располагались запасники Третьяковской галереи.
В 1948 году храм вновь открыт для богослужения; настоятелем 12 мая 1948 года был назначен протоиерей (впоследствии архиепископ) Киприан (Зёрнов), служивший здесь (с 1966 года был почётным настоятелем) до своей смерти 5 апреля 1987 года (умер в храме). В 1950-х годах регент Николай Матвеев создал здесь церковный хор, получивший известность и признание в музыкальных кругах; его хор в годовщины смерти композитора Петра Чайковского (8 ноября — во избежание совпадения с празднованием Октябрьской революции) исполнял «Литургию Иоанна Златоуста», написанную Чайковским (в советское время не исполнявшуюся в каких-либо светских учреждениях, равно как и в прочих храмах, — что привлекало поклонников творчества композитора). Традиция исполнения этого произведения Чайковского была восстановлена в 2009 году.
В 1961 году по требованию жителей дома в соседнем с церковью Лаврушинском переулке колокола с колокольни были сняты и перенесены в храм.
9 апреля 2009 года настоятелем храма иконы Божией Матери "Всех скорбящих Радость" на Большой Ордынке был назначен митрополит Иларион (Алфеев). Его трудами началось новое возрождение храма. 3 января 2010 года патриарх Кирилл благословил возродить историческое имя Синодального хора на базе хорового коллектива храма иконы Божией Матери «Всех скорбящих Радость». Работа по возрождению некогда знаменитого на всю Москву хора началась весной 2009 года по инициативе митрополита Илариона, назначенного настоятелем Скорбященской церкви, и заслуженного артиста России Алексея Пузакова (в 1980-х годах Пузаков управлял левым клиросом Скорбященского храма, работая под началом регента Николая Матвеева).
В 2012—2013 годах проведена реставрация здания (архитектор И. В. Калугина).
3 ноября 2022 года настоятелем храма был назначен протоиерей Николай Лищенюк, заместитель председателя Отдела внешних церковных связей Московского Патриархата, представитель Русской Православной Церкви при Православной Церкви в Чешских землях и Словакии. При храме действует духовно-культурный центр, проводятся регулярные экскурсии, концерты и лекции.

## Архитектурные особенности
Здание летнего Преображенского храма выполнено в форме цилиндрической ротонды с ионическими портиками. Снаружи оно украшено лепным декором и медальонами. Внутри барабан полусферического купола несут 12 ионических колонн. В храме установлен ампирный иконостас, пол покрыт чугунными плитами, выполненными по эскизам Бове.
Колокольня имеет три цилиндрических яруса, уменьшающихся по диаметру снизу вверх. Её венчает купол и главка с крестом. Северный и южный фасады трапезной украшены четырёхколонными ионическими портиками.
Храм окружён чугунной оградой, созданной в начале XIX века. Рядом с ним расположены дом причта (середина XVIII века) и бывшая богадельня (1764 год).

### Фотографии интерьера

Интерьер
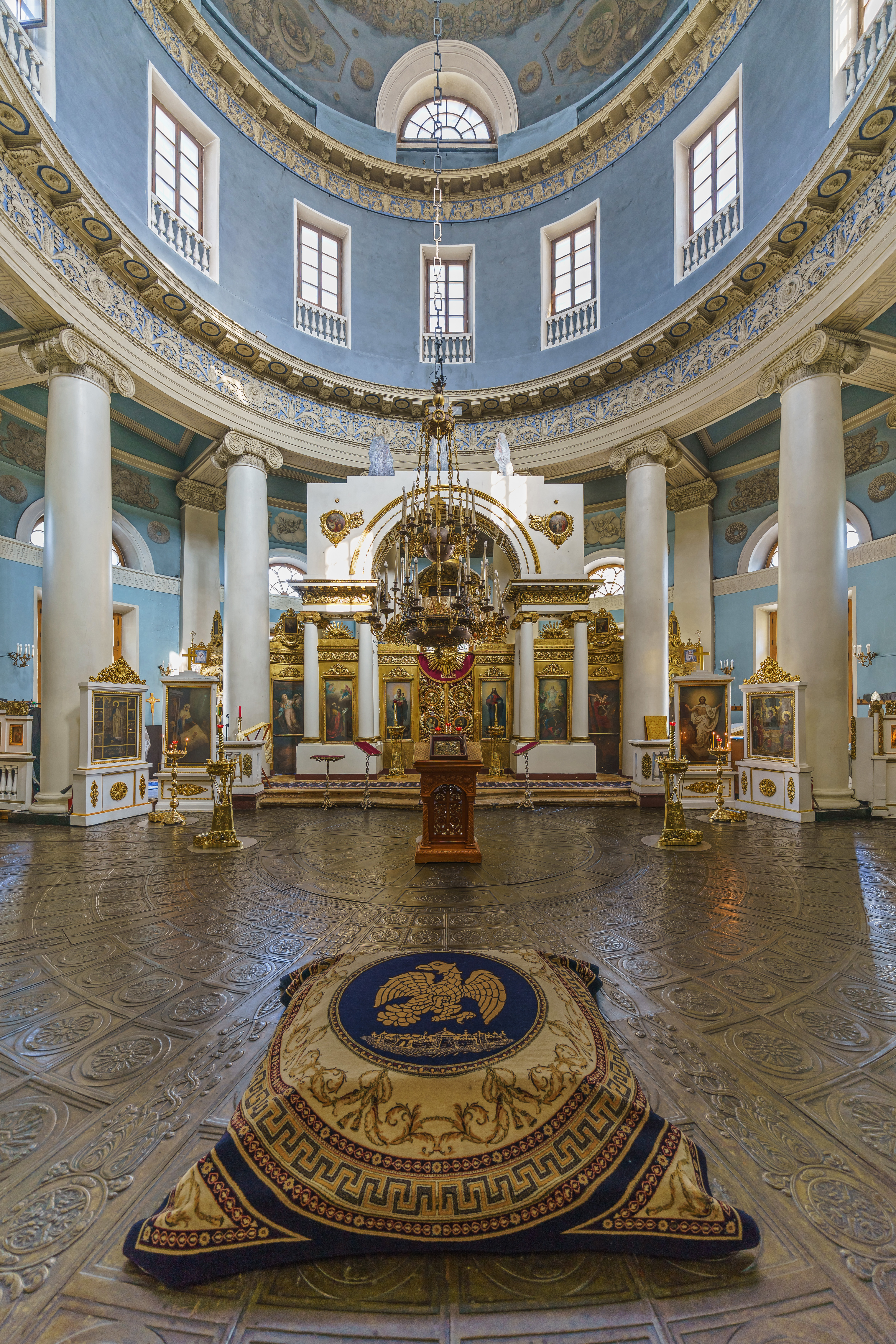
Общий вид на алтарную часть
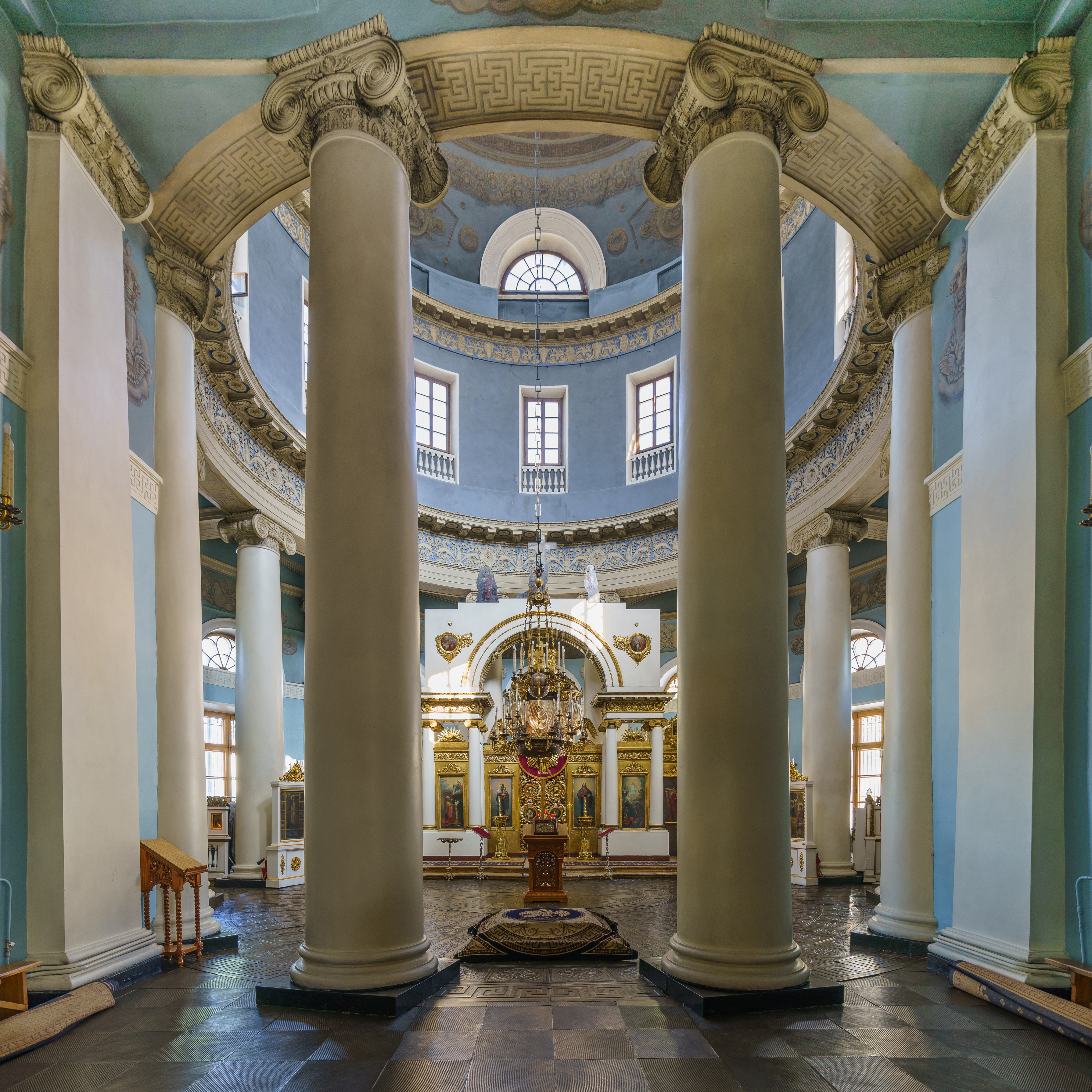
Вид на алтарную часть церкви
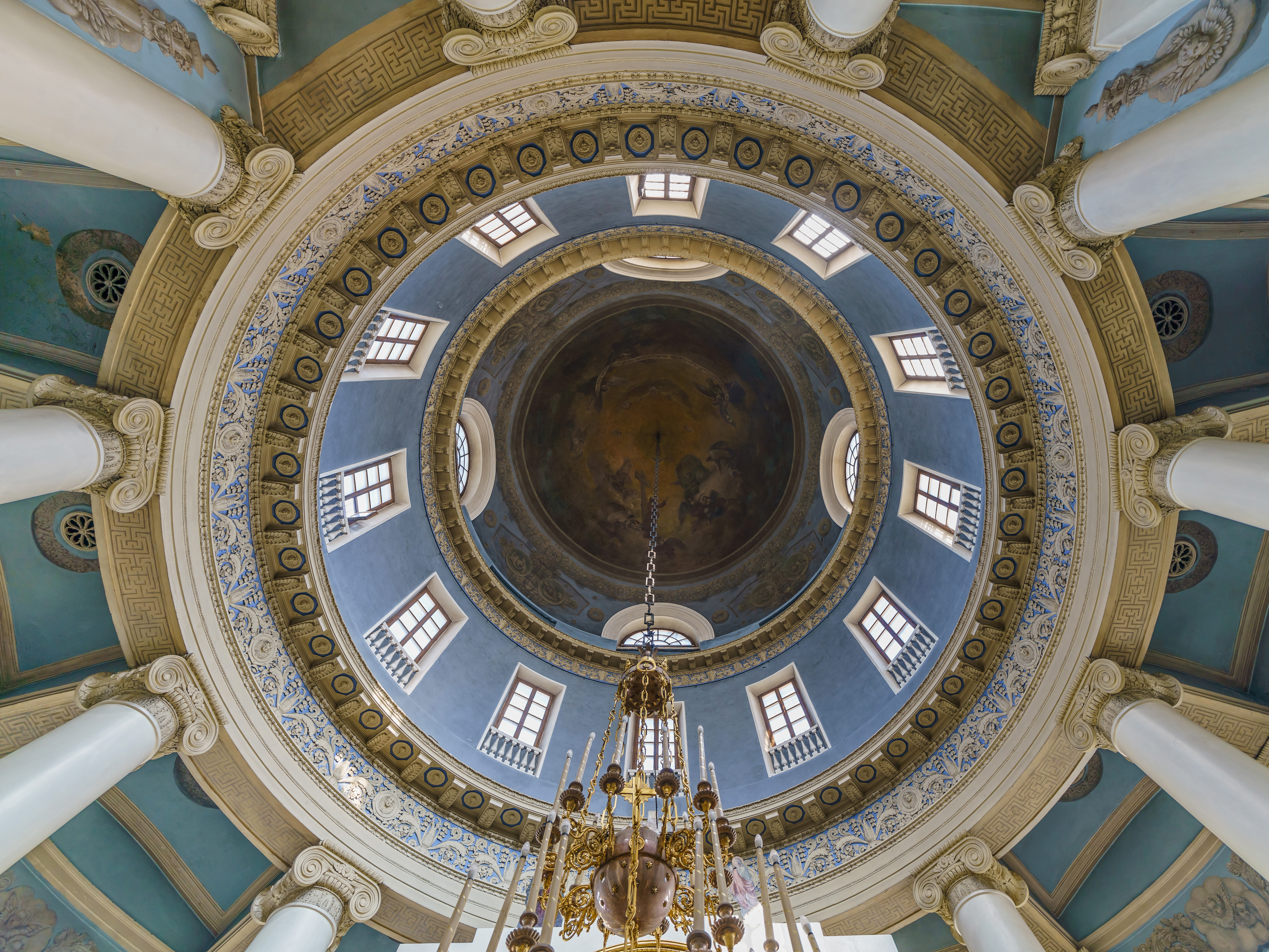
Главный купол церкви
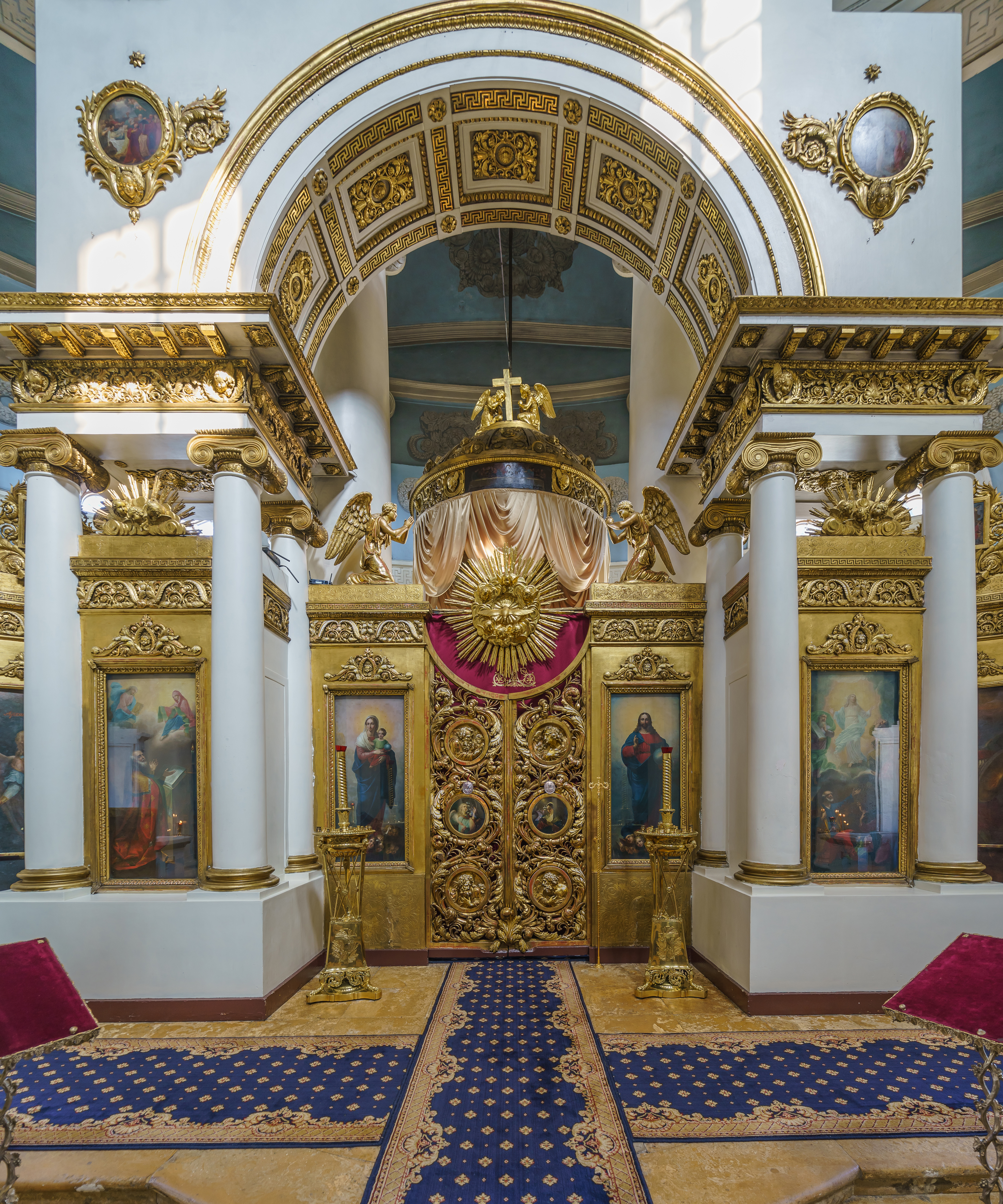
Алтарь. Царские врата
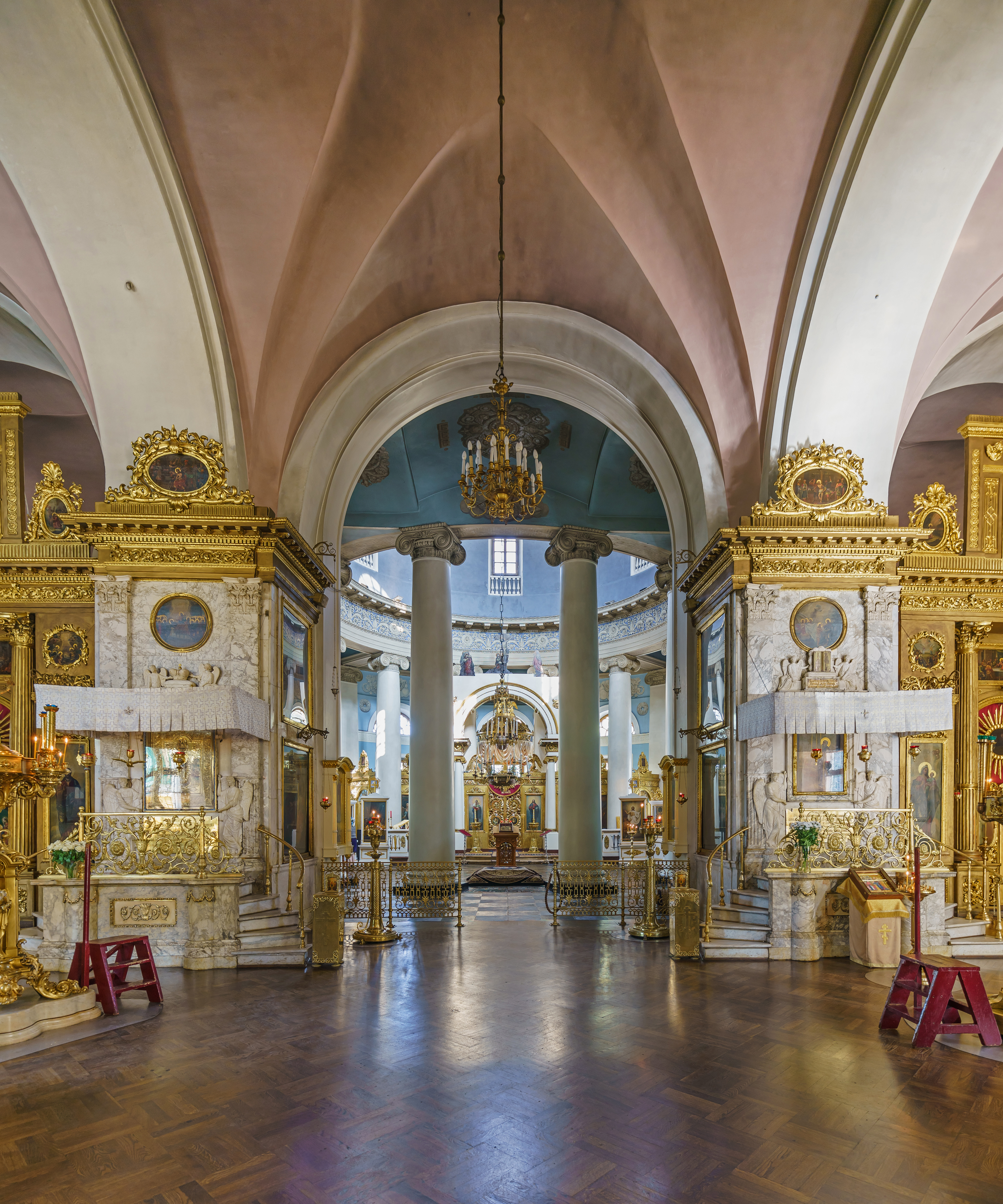
Вид от входа

## Святыни
- чудотворная икона Божией Матери «Всех скорбящих Радость» (XVII в.);
- икона святого преподобного Варлаама Хутынского (н. XIX в.);
- икона святителя Филарета Московского с частицей мощей;
- икона Спас Царь Царем, написанная Георгием Зиновьевым (XVII в.)
- особо чтимые иконы:
  - мученика Лонгина-сотника (XVII в.),
  - преподобного Алексия, человека Божия (XIX в.),
  - апостола Андрея Первозванного;
  - утраченный образ мастерской Яна Мостарта «Се, Человек».

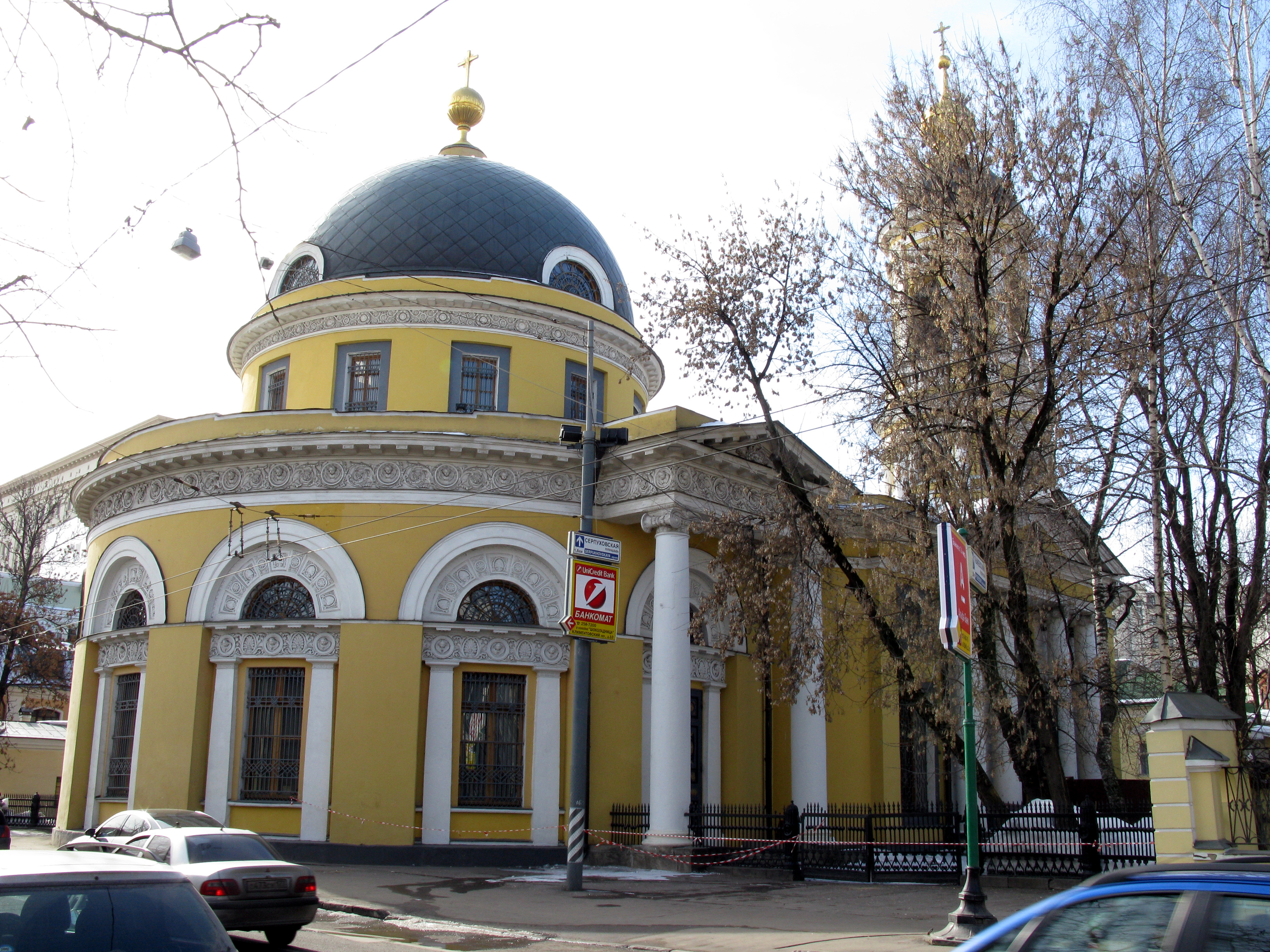
Северо-восточная сторона храма
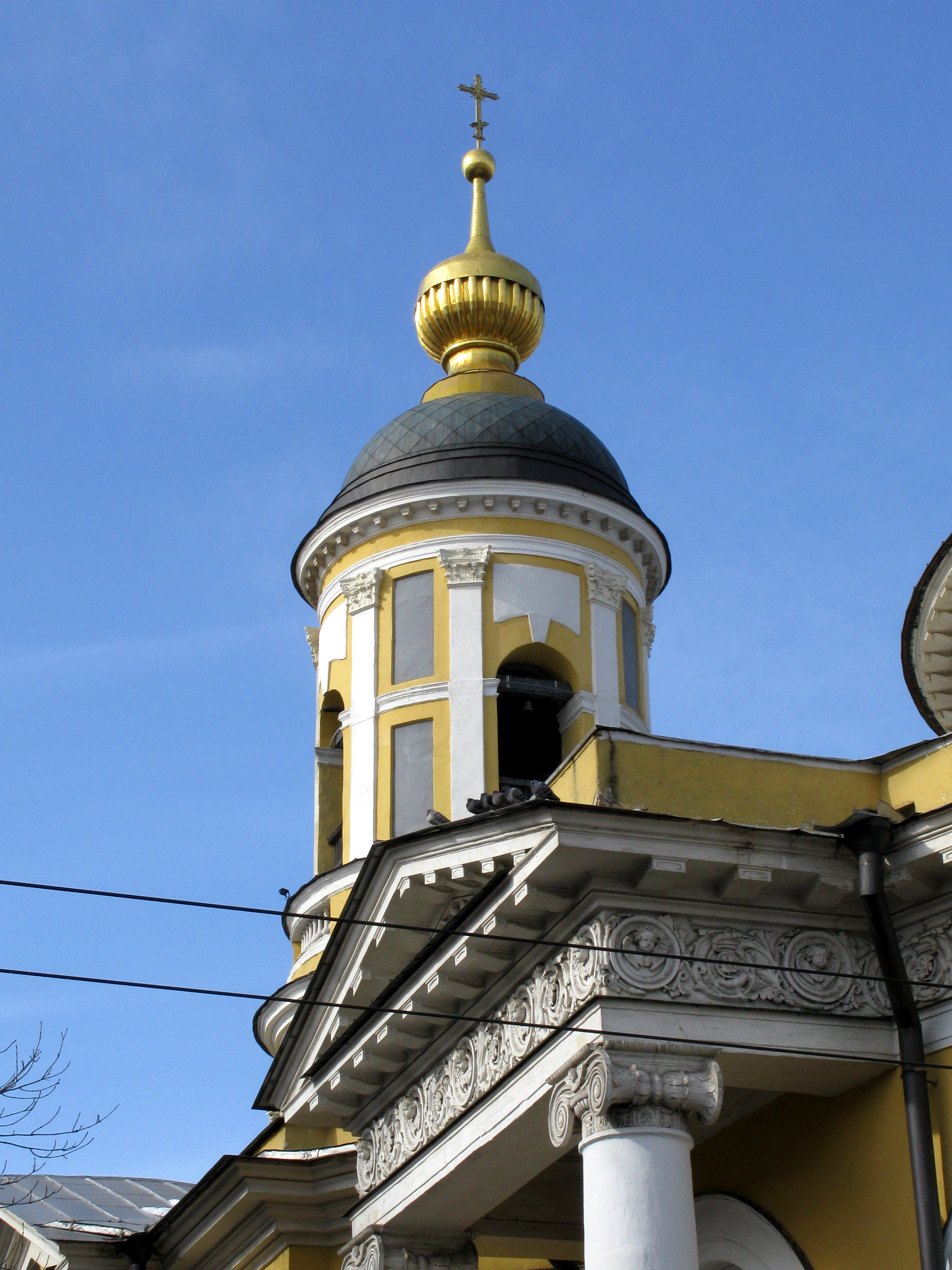
Декор храма
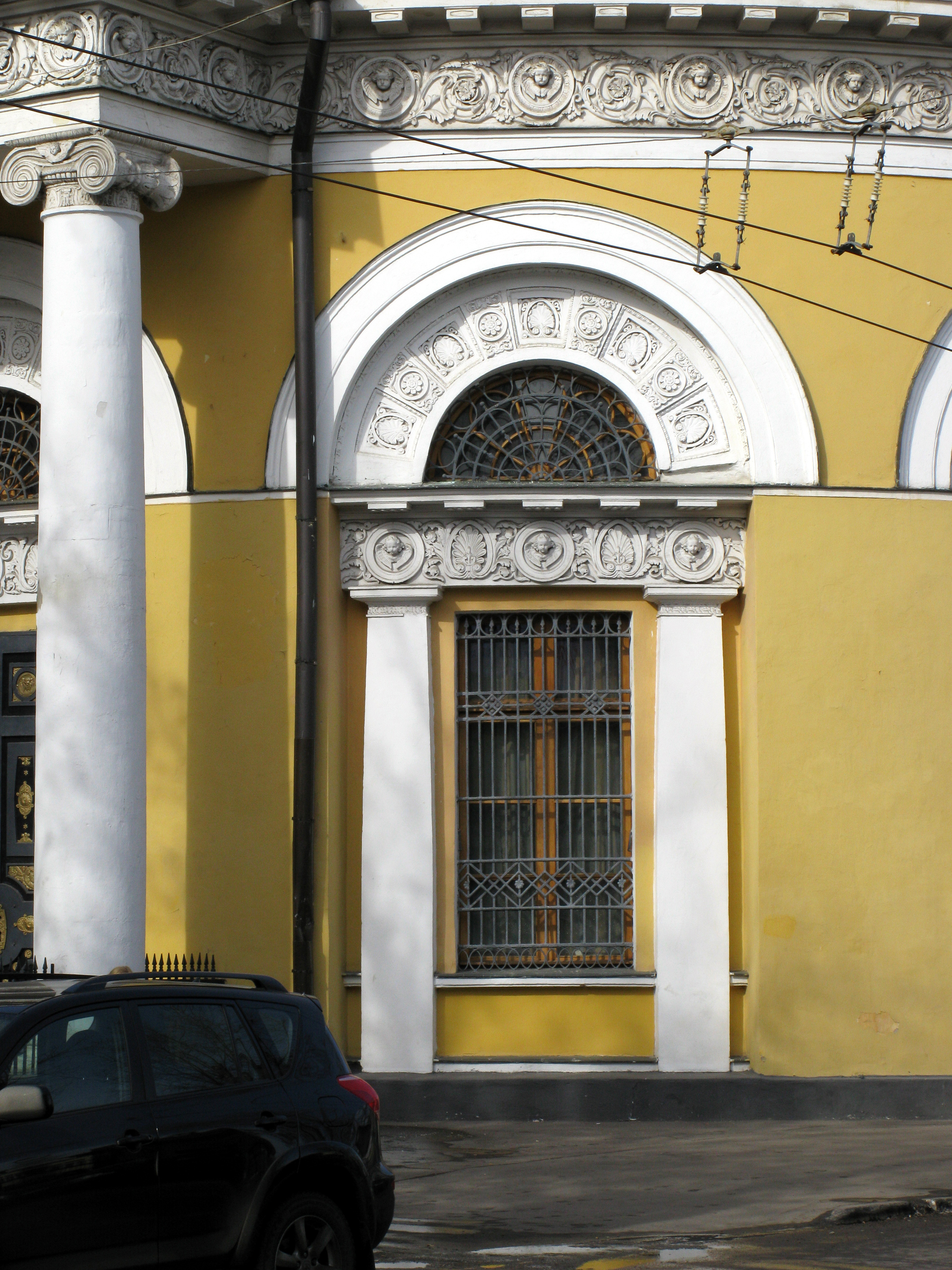
Декор храма

## Духовенство
Клириками храма являются:
- протоиерей Николай Лищенюк — настоятель
- игумен Филарет (Тамбовский)
- протоиерей Даниил Калашников
- иерей Евгений Тремаскин
- иерей Александр Ершов
- иерей Роман Ивануса
- иерей Фёдор Шульга
- протодиакон Алексий Трунин